# L'ultimo romanzo di Giorgio Belfiore
L'ultimo romanzo di Giorgio Belfiore è un film del 1920 diretto e interpretato da Charles Krauss.